# Club Mariscal Sucre de Deportes
Maillots
Le Club Mariscal Sucre de Deportes est un ancien club péruvien de football basé à Lima.

## Histoire
Le club, fondé sous le nom de Sucre Foot Ball Club à La Victoria, un des districts de Lima, est promu en première division du Pérou en 1933 et parvient à s'y maintenir jusqu'à la fin des années 1950. Les années 1930 sont marquées par la rivalité avec l'autre club du district, l'Alianza Lima, rivalité connue sous l’appellation du Clásico Victoriano. Cet antagonisme atteint son paroxysme durant la saison 1938 lorsque le Sucre FC expédie l'Alianza Lima en 2e division après sa victoire 2-0 lors du barrage pour la relégation.
Vice-champion en 1939, il est sacré cinq ans plus tard en 1944. Renommé Mariscal Sucre de Deportes le 19 juin 1951, son président, Carlos Cárdenas Costa, tente un pari osé pour l'époque : évoluer en championnat avec une équipe type de 11 joueurs argentins. Le refus de l'Association du football argentin (AFA) de libérer les joueurs met un terme à ce projet, ce qui n'empêche pas le Mariscal Sucre de remporter un deuxième titre de champion, deux ans plus tard, en 1953. 
Relégué une première fois en 1958, le club retrouve l'élite dès l'année suivante mais redescend une deuxième fois en 1961. Les années 1960 voient le Mariscal Sucre faire l'ascenseur régulièrement jusqu'à la saison 1968 qui lui est fatale : battu 1-0 par le Centro Iqueño en match de barrage pour la relégation, le club ne retrouvera plus jamais la D1 jusqu'à sa disparition définitive en 1978.

## Résultats sportifs

### Palmarès
| Compétitions nationales | Compétitions régionales                                         |
| - Championnat du Pérou (2) : - Champion : 1944 et 1953. - Vice-champion : 1939 et 1949. - Championnat du Pérou D2 (3) : - Champion : 1959, 1962 et 1965. - Vice-champion : 1969. | - División Intermedia (Lima y Callao) (1) : - Vainqueur : 1932. |

### Bilan et records
- Saisons au sein du championnat du Pérou : 33 (1933-1958 / 1960-1961 / 1963 / 1966-1968).
- Saisons au sein du championnat du Pérou D2 : 8 (1959 / 1962 / 1964-1965 / 1969-1972).
- Plus large victoire obtenue en compétition officielle : 
  - Mariscal Sucre 7:0 Alianza Lima (championnat 1951).
- Plus large défaite concédée en compétition officielle : 
  - Universitario de Deportes 7:1 Mariscal Sucre (championnat 1967).

## Personnalités historiques du Mariscal Sucre de Deportes

### Joueurs

#### Grands noms
- Julio Ayllón
- Jesús Goyzueta
- Fernando Mellán
- Luis Suárez Cáceres
- Jesús Villalobos

### Entraîneurs marquants
- Alfonso Huapaya (1941-1942)
- José Luis Boffi (1943)
- Alfonso Huapaya (1944), champion du Pérou en 1944[7].
- Francisco Sabroso (1945)
- Abelardo Robles (1946)
- Randolph Galloway (1947)
- Alfonso Huapaya (1948-1949)
- Ángel Fernández Roca (1951-1952)
- Carlos Iturrizaga (1953-1954), champion du Pérou en 1953[5].
- José Cuesta Silva (1954)
- Alfonso Huapaya (1955-1956)
- Agapito Perales (1957-1958)
- Juan Bulnes Pérez (1960-1961)
- Alejandro Heredia (1961)
- Alfonso Huapaya (1963-1964)
- Roberto Reinoso (1965)
- Clemente Velásquez (1966)
- Roberto Reinoso (1967)
- César Augusto Brush Noel (1968)